# The River (1929)
The River is een Amerikaanse dramafilm uit 1929 onder regie van Frank Borzage. Destijds werd de film in Nederland uitgebracht onder de titel De vreemde vrouw. Een groot deel van de film is verloren gegaan.

## Verhaal
Rosalee is een vrouw uit de grote stad. Ze wordt voortdurend in de gaten gehouden door een tamme kraai van haar minnaar, die een gevangenisstraf uitzit wegens moord. Ze maakt kennis met de jonge vagebond Allen John Spender. Geleidelijk bloeit de liefde op tussen Allen en Rosalee.

## Rolverdeling
| Acteur          | Personage          |
| --------------- | ------------------ |
| Charles Farrell | Allen John Spender |
| Mary Duncan     | Rosalee            |
| Ivan Linow      | Sam Thompson       |
| Margaret Mann   | Weduwe Thompson    |
| Alfred Sabato   | Marsdon            |
| Bert Woodruff   | Molenaar           |

## Verloren film
Een groot deel van de film is verloren gegaan in de loop der jaren: het begin en het einde, alsook twee delen in het midden. Slechts 55 van de 84 minuten zijn bewaard gebleven. Het geluid ontbreekt geheel. Het Filmmuseum München heeft, samen met het Zwitserse Filmarchief en de Photothèque de la Ville de Luxembourg, een gereconstrueerde versie uitgebracht. In deze versie worden stilstaande beelden en tussentitels gebruikt om te verklaren wat er gebeurt in de ontbrekende scènes. Op deze manier kan de film alsnog gekeken en begrepen worden door hedendaagse kijkers.